# Christian Gottlieb Gmelin

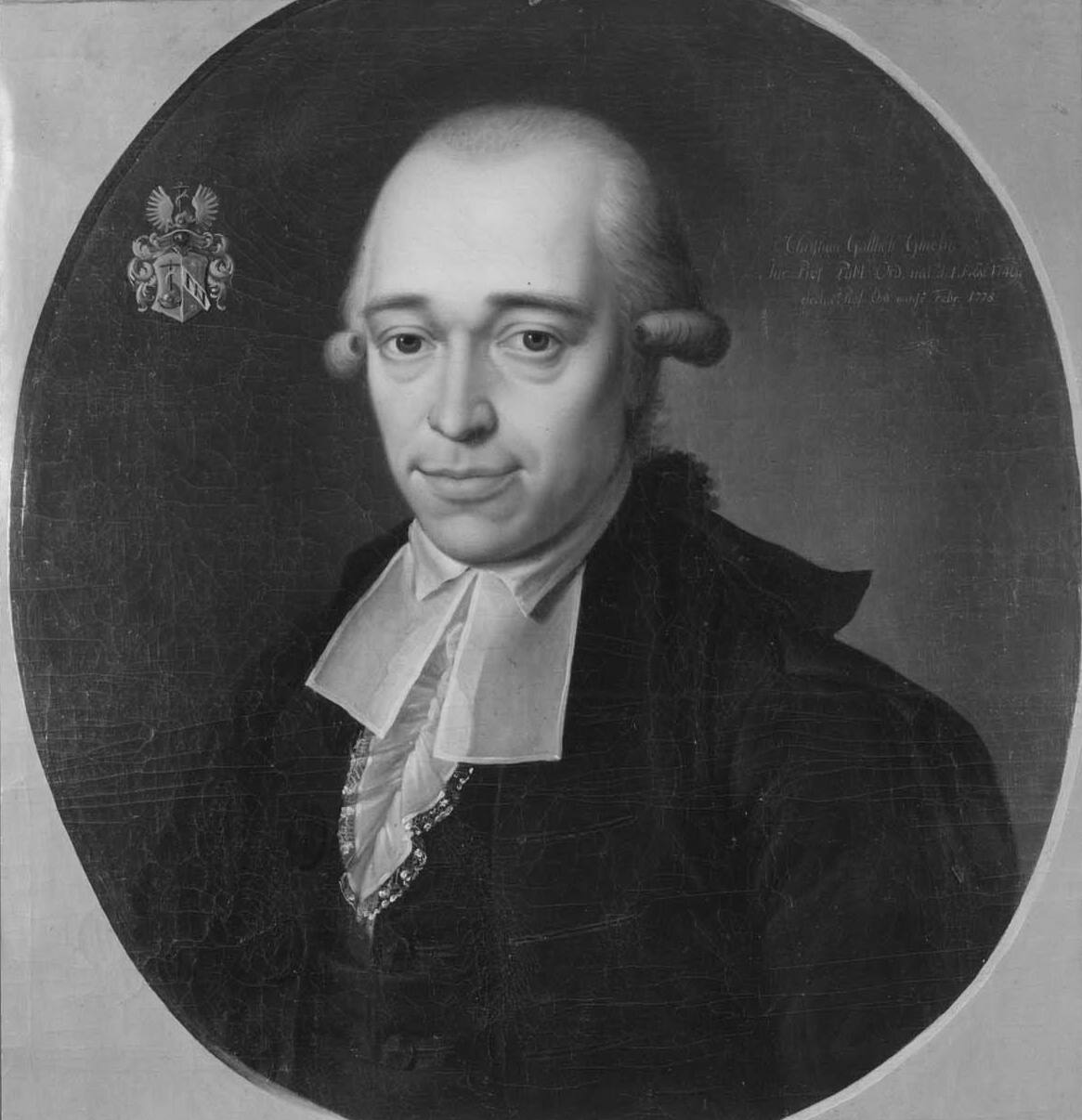
Christian Gottlieb Gmelin, 1778 gemalt von Jakob Friedrich Dörr

Christian Gottlieb Gmelin, ab 1808 von Gmelin (* 7. November 1749 in Tübingen; † 6. März 1818 ebenda), war ein deutscher Rechtswissenschaftler.

## Leben und Wirken
Christian Gottlieb Gmelin – ein jüngerer Bruder von Johann Friedrich Gmelin – wurde am 7. November 1749 in Tübingen als Sohn des Philipp Friedrich Gmelin geboren. Er studierte an der Universität Tübingen, die ihn 1770 zum Doktor promovierte. Noch im gleichen Jahr wurde er Advokat am Hofgericht der Universität. Daneben hielt er auch Vorlesungen. 
Für einige Jahre hielt er sich in Straßburg und Göttingen auf, kehrte aber 1778 nach Tübingen zurück, um ordentlicher Professor der Rechtswissenschaften zu werden. Zwei Jahre darauf ernannte man ihn zum herzoglichen Rat. Am 4. Februar 1808 wurde er Ritter des königlich-württembergischen Zivilverdienstordens, womit die Erhebung in den persönlichen Adelsstand verbunden war. 1813 nahm ihn auch das Oberappellationstribunal auf. 
Am 6. März 1818 verstarb Gmelin im Alter von 68 Jahren in Tübingen.

## Familie
Am 13. Oktober 1778 heiratete Gmelin in Urach Christiane Elisabeth Schott. Gemeinsam hatten sie elf Kinder, unter ihnen der Rechtswissenschaftler und Politiker Friedrich von Gmelin sowie die Juristen Ludwig Otto Gmelin und Christian Heinrich Gmelin. Seine 1782 geborene Tochter Charlotte Wilhelmine heiratete 1806 den Mediziner und Naturforscher Karl Friedrich Kielmeyer.
Zur Unterscheidung von seinem gleichnamigen Vetter (Christian von Gmelin), nannte man Christian Gottlieb an der Universität den „Criminal-Gmelin“, Christian von Gmelin hingegen den „Pandecten-Gmelin“.